# Zajbak
Zajbak (arab. زيبق) – wieś w Syrii, w muhafazie Hims. W 2004 roku liczyła 748 mieszkańców.